# Nima Râciului, Mureș
Nima Râciului este un sat în comuna Râciu din județul Mureș, Transilvania, România.